# Посольство Италии в России

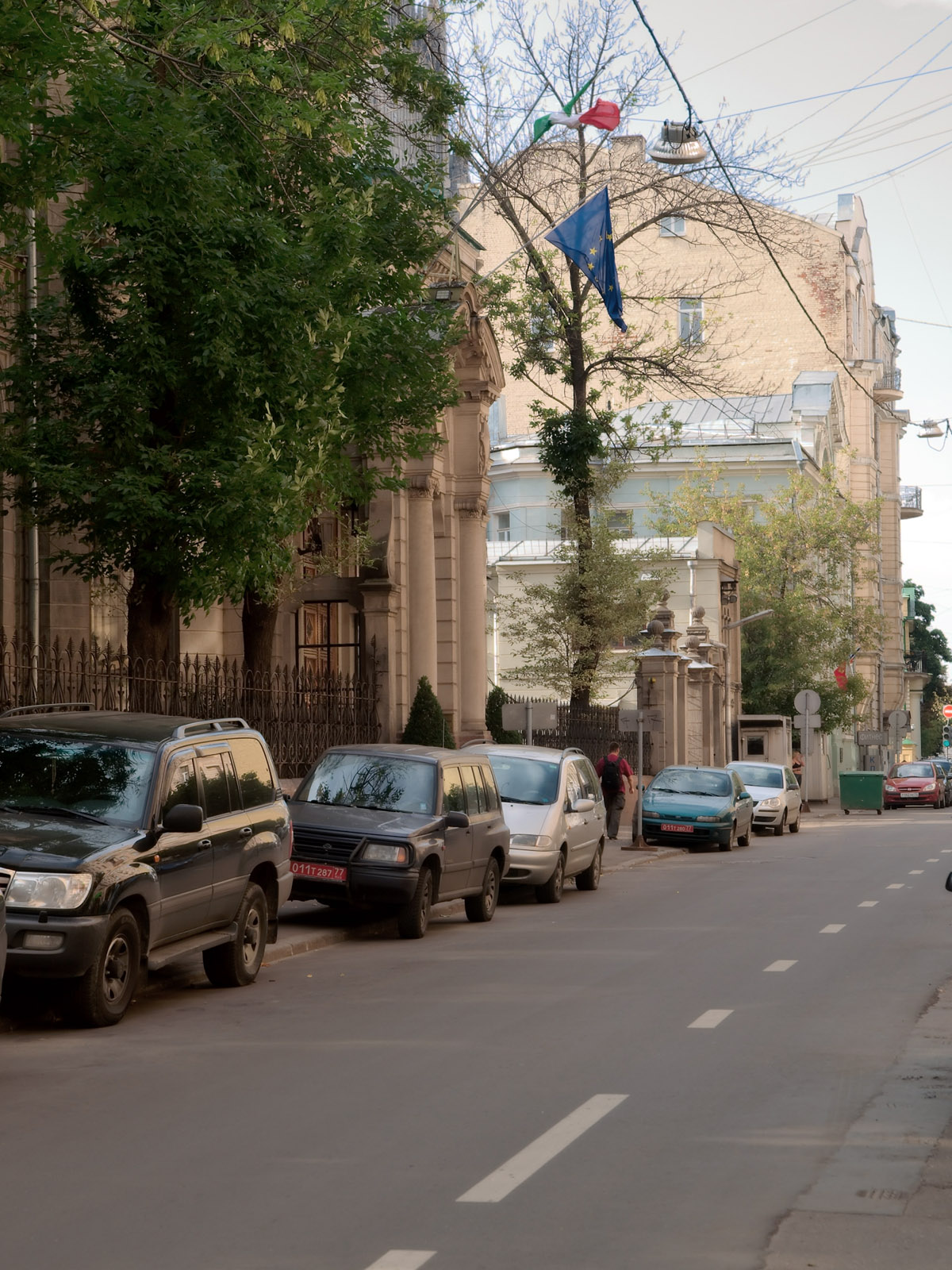
Здание посольства Италии в Москве (Денежный переулок, 5)

Посольство Италии в России расположено в Москве в Хамовниках в Денежном переулке.

## Здание: особняк Берга

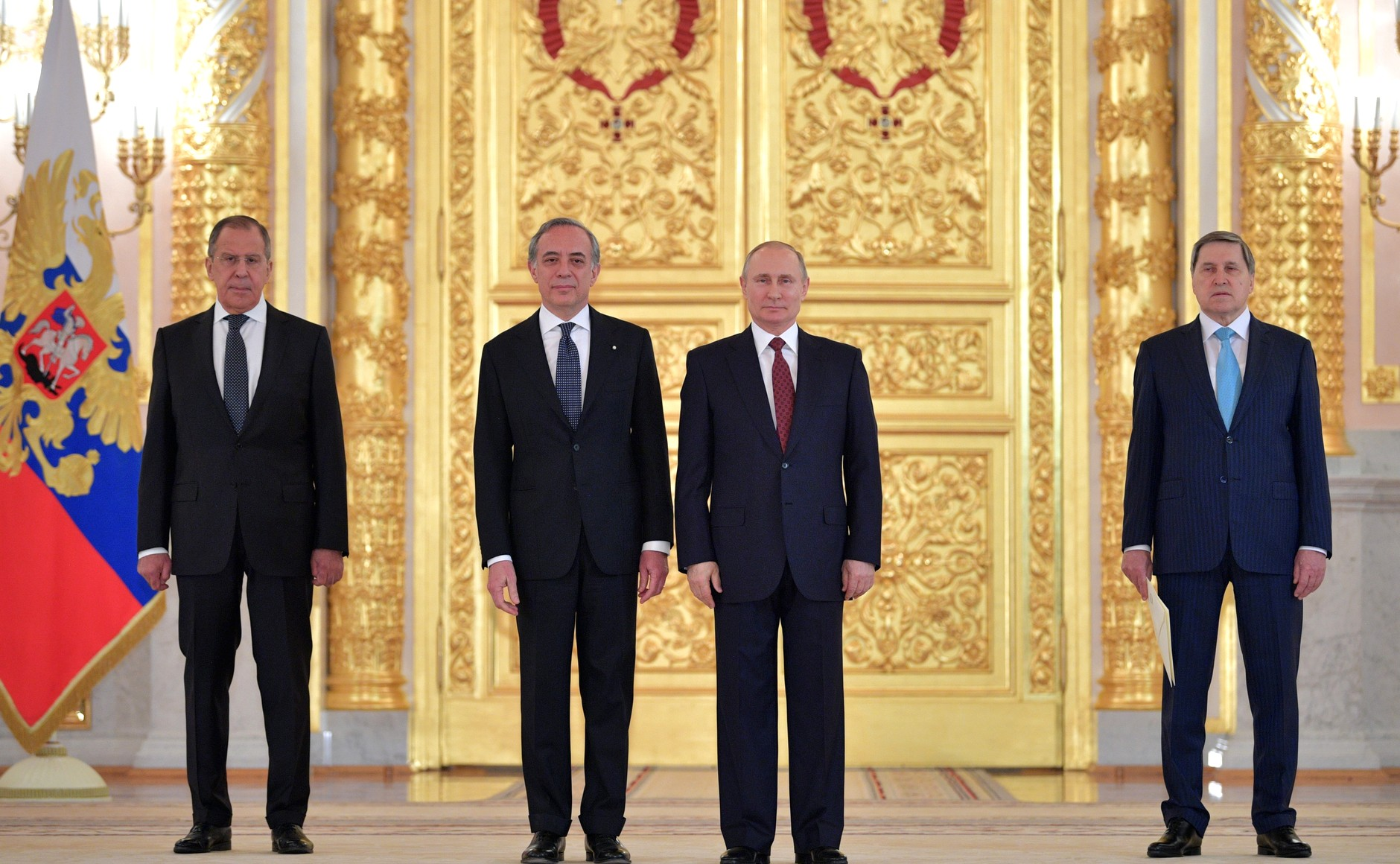
Владимир Путин с послом Италии в России Паскуале Терраччано, 2018 год

На планах 1806 года на месте этого землевладения находилась постройка усадьбы, принадлежавшей графине Катерине Петровне Зотовой. 
Постройка сгорела в 1812 году во время пожара в Москве и была восстановлена в 1824 году. 
В 1897 году был приобретён Сергеем Павловичем Бергом. Берг решил возвести на этом месте каменный особняк, который был возведён по проекту архитектора П. С. Бойцова в стиле неоклассицизма и необарокко (строительство осуществлял архитектор К. А. Дулин).
В 1918 году после отъезда Берга в Швейцарию в особняке разместилась немецкая миссия во главе с посланником фон Мирбахом, который был убит в Красном зале двумя агентами ЧК, членами партии левых эсеров. В том же году особняк становится штаб-квартирой Исполкома Коммунистического Интернационала. Здесь работали Зиновьев, Троцкий, Радек и Бухарин. Часто приходила сюда и жена Ленина Надежда Крупская, бывал Ленин.
После установления дипломатических отношений между Италией и Советским Союзом, особняк Берга был передан в 1924 году дипломатической миссии Италии. 
В начале Второй мировой войны особняк Берга был передан на попечение посла Японии в Москве. В 1944 году дипломатические отношения были восстановлены и в 1949 году посольство вернулось в особняк Берга.

## Службы посольства
- Консульский отдел
- Политический отдел
- Торгово-экономический отдел
- Отдел образования